# انتخابات پارلمانی مجارستان (۲۰۲۲)
انتخابات پارلمانی مجارستان در ۳ آوریل ۲۰۲۲ برای انتخاب مجلس ملی مجارستان همزمان با همه‌پرسی برگزار شد. ویکتور اوربان، نخست‌وزیر فعلی مجارستان، یکشنبه شب اعلام پیروزی کرد و نتایج جزئی نشان داد که حزب او فیدس با اختلاف زیادی در رای‌گیری پیشتاز است. اوربان پس از نتایج جزئی خطاب به هواداران خود گفت: «ما پیروزی چنان بزرگی به دست آوردیم که از ماه هم قابل دیدن است، از بروکسل که قطعاً». رهبر اپوزیسیون پیتر مارکی-زای مدت کوتاهی پس از سخنرانی اوربان شکست خود را پذیرفت. رویترز آن را «پیروزی خردکننده» توصیف کرد.

## زمینه

### اصلاح قانون انتخابات
قانون انتخابات، که بر اساس آن دو انتخابات قبلی (۲۰۱۸، ۲۰۱۴) برگزار شد، تعداد نامزدهای حوزه انتخابیه مورد نیاز یک حزب برای شرکت در سراسر کشور را ۲۷ نفر، برای حداقل ۹ شهرستان، مشخص کرد.
در ۱۵ دسامبر ۲۰۲۲، مجلس ملی، که در آن احزاب حاکم اکثریت ۲/۳ مورد نیاز را به دست آوردند، به افزایش الزامات برای مجموع ۷۱ نامزد حوزه انتخابیه در حداقل ۱۴ شهرستان و پایتخت رأی دادند.

### ایجاد فهرست مشترک مخالفان
احزاب دموکراتیک، یوبیک، سبز، سوسیالیست، مومِنتوم و دیالوگ تصمیم گرفتند که با هم در یک لیست مشترک شرکت کنند (که تاکنون نامی برای آن مشخص نشده‌است)، و به این وسیله اتحاد انتخاباتی خود را تحکیم بخشیدند. ائتلاف احزابی به شدت از نظر ایدئولوژیک متنوع و متفاوت، توسط ناظران به عنوان مانعی بالقوه برای ارائه یک جبهه متحد برای شکست دادن ویکتور اوربان توصیف شده‌است.